# Savantsyndrom

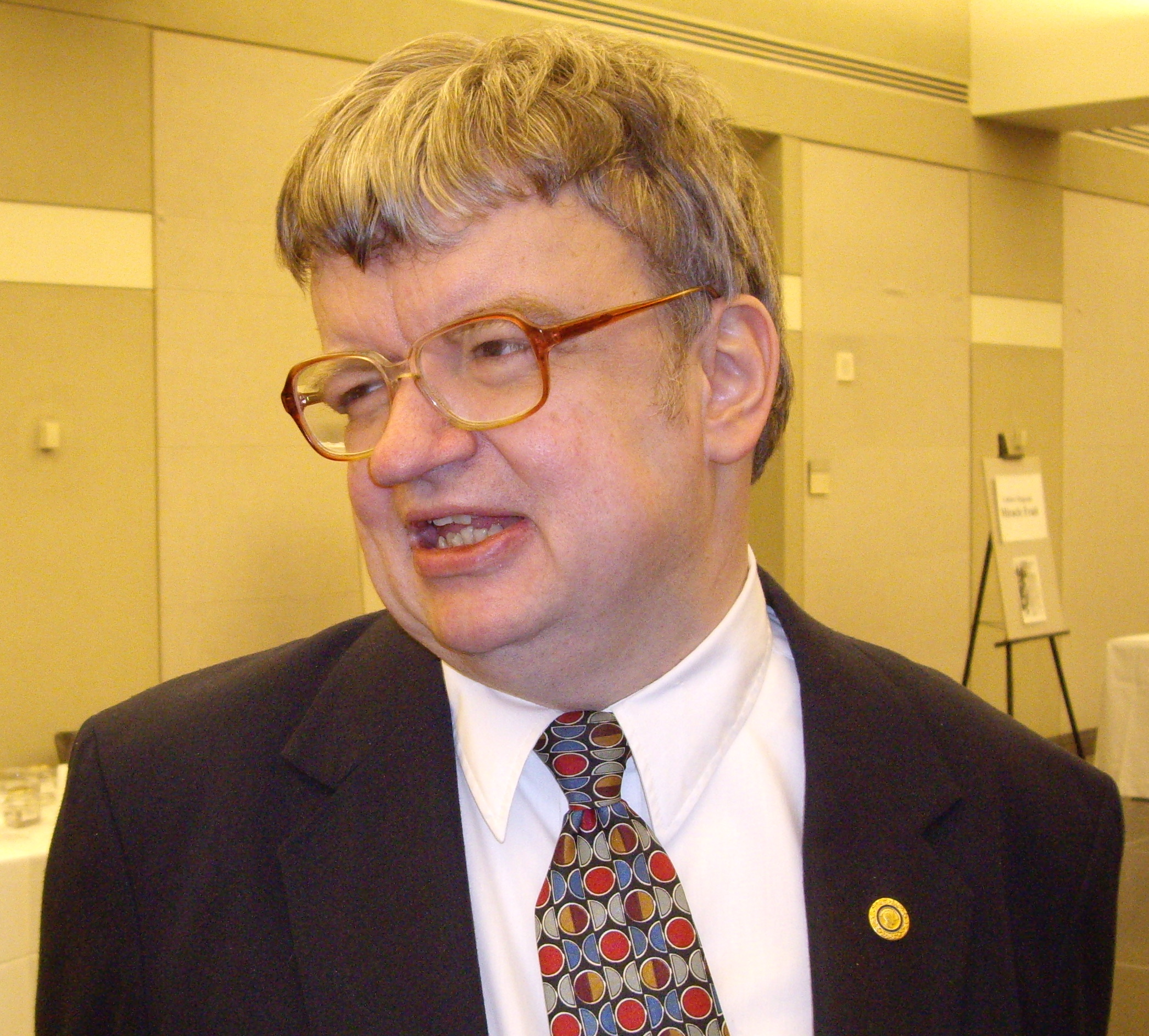
Kim Peek, supersavant som inspirerade till Dustin Hoffmans rollfigur i filmen Rain Man (1988)

Savantsyndrom är ett neuropsykiatriskt syndrom som innebär en kombination av speciella färdigheter och kognitiva brister. Det är ett samlingsnamn på en grupp symptom, där den diagnostiserade – som inte alltför sällan även har en utvecklingsstörning – utvecklar extraordinära färdigheter. Dessa extraordinära talanger är nästan alltid kombinerade med en otrolig minneskapacitet där det anmärkningsvärda är förmågan att minnas detaljer.
Ett särdrag är att savanten fokuserar på detaljer istället för på sammanhanget, vilket kallas för svag central koherens. Ordinära hjärnor ser världen genom filtret av våra tidigare erfarenheter. Det filtret gör att ordinära hjärnor sammanfattar och sållar bort miljontals detaljer och gör det lättare att koncentrera på endast det väsentliga. Den som kör bil till exempel behöver inte tänka på och spara varenda detalj som ögat kan se, utan i stället fokusera på det viktigaste och snabbt radera bort övrig information. Hos savanter sparas all information som kommer in, vilket dock kan leda till att de blir förlamade i vardagslivet.

## Kategorier
Personer med savantsyndrom visar för det mesta upp liknande talanger vilket bidragit till att man delat in savanterna och deras begåvningar i olika kategorier: kalenderräkning, musik, huvudräkning, konst, mekanisk förmåga, sensorisk urskillningsförmåga, exakt tidsuppfattning och minnesbegåvning m.m. Förklaringar till dessa kategorier presenteras nedan:
- Kalenderräkning: Förmågan att kunna säga vilken veckodag ett visst datum infaller, ofta datum som sträcker sig tiotals år bakåt i tiden
- Musik: Musikaliska talanger, ofta knutet till piano
- Huvudräkning: Förmågan att blixtsnabbt lösa svårlösta räkneuppgifter
- Konst: Begåvning när det gäller att måla tavlor och skisser osv. med beundransvärd teknik
- Mekanisk förmåga: Förmågan att skapa modeller och planritningar av fartyg och flygplan m.m. med oerhörd detaljrikedom samt förstå de olika delarnas funktion 
- Sensorisk urskillningsförmåga: Extra starka och känsliga sinnen som hörsel och luktsinne
- Exakt tidsuppfattning: Förmågan att automatiskt och omedvetet veta vad klockan är och hur mycket tid som har gått sedan en viss händelse inträffade osv.
- Minnesbegåvning: Är visserligen vanlig bland alla savanter, men vissa är mer begåvade än andra vilket lett till skapandet av en egen kategori
Man delar också in savanter i två olika grupper beroende på deras nivå av talangfullhet – begåvade savanter och geniala savanter. Endast ett fåtal människor världen runt når till den högsta nivån – färre än 50 personer – två av dessa var Kim Peek och Stephen Wiltshire.
Det som är anmärkningsvärt med savanterna är att de uppvisar sina färdigheter och talanger utan att de någonsin har tränats inom de områdena. De har inte fått en speciell utbildning eller motsvarande för att träna minnet, sin musikaliska förmåga eller sin konstnärlighet, utan dessa talanger framträder av sig själva och är alltid spektakulära.

## Tänkbara orsaker
Det råder delade tankar och teorier om vad som orsakar savantsyndrom, men den mest accepterade teorin är att det är brister i savanternas hjärnor som bidragit till deras talangfullhet. Dessa brister, som även kallas för skador, hittas främst i savanternas vänstra hjärnhalva och kompenseras genom att den högra hjärnhalvan blir extra kraftfull. De talanger som de flesta savanter uppvisar, kopplas just till den högra hjärnhalvan som bland annat står för rumsuppfattning, musikalisk talang och detaljfokus. 
Skadorna på den vänstra hjärnhalvan kan uppstå i fosterstadiet men även senare i livet genom exempelvis en hjärnblödning. Man menar att det i fosterstadiet uppstår skador på den vänstra hjärnhalvan till följd av mängden testosteron som finns hos fostret och som naturligtvis varierar, vilket bidrar till att vissa utvecklar savantsyndrom och andra inte. Testosteron hämmar hjärnans utveckling och den vänstra hjärnhalvan är speciellt utsatt då den utvecklas långsammare än sin högra motsvarighet. För att kompensera för detta förskjuts balansen i hjärnan mot den högra sidan.
Savantsyndromet är inte en störning eller sjukdom i sig, utan ett tillstånd där särskilda förmågor uppkommer på grund av en relativt enkel utvecklingsstörning eller skada i nervsystemet. Därför är botemedlet, eller snarare lindringen eftersom tillståndet är permanent, för Savantsyndromet samma som för autism eller Aspergers syndrom. Det är till exempel att få barnet att bättre förstå sin omvärld. En sidoeffekt är emellertid, påstås det, att de triviala saker man lär en savant tenderar att ersätta de speciella savantegenskaperna.
John Langdon Down beskrev på 1800-talet tio patienter, som alla var gravt utvecklingsstörda men hade otroliga förmågor inom några få områden. En av dem var en tolvårig pojke som kunde multiplicera två tresiffriga tal med varandra lika snabbt som de kunde skrivas ned på papper. En annan kunde läsa en bok en enda gång och därefter citera den ordagrant utan att förstå ett ord. Ingen av patienterna kunde dock förklara hur de gjorde. Downs ursprungliga beteckning för fenomenet - idiot savant - franska för "vetande idiot", förkastades senare på grund av sin otrevliga klang, men den fångade precis den skarpa kontrasten mellan bländande talang och utvecklingsstörning.

## Vilka drabbas av savantsyndrom?
Savantsyndrom kan både vara medfött eller bli förvärvat senare i livet. Termen ”förvärvat savantsyndrom” innebär att normala personer utvecklar dessa extraordinära talanger som diagnostiseras som savantsyndrom, efter att ha ådragit sig skador på hjärnan, t.ex. en hjärnblödning eller ett slag mot huvudet. Detta innebär alltså att man kan drabbas av savantsyndrom i alla åldrar samt att det kan uppstå plötsligt och oväntat.
En av tio personer som diagnostiseras som savanter har diagnosen autism. Detta har lett till att man tror att autism och savantsyndrom på vissa sätt är förenade. Autism tros bero på vissa störningar i hjärnan och dessa är oftast medfödda, detta i likhet med savantsyndrom.
Sex gånger fler män än kvinnor är savanter. Anledningen till att fler män än kvinnor drabbas av savantsyndrom tros vara att manliga foster har en högre nivå av cirkulerande testosteron, vilket är giftigt vid skapandet av hjärnvävnad och då den vänstra hjärnhalvan utvecklas långsammare än den högra, så är den sårbar under en längre tid. Därmed är det större risk att män utvecklar skador i den vänstra hjärnhalvan och på så sätt utvecklar savantsyndrom.
Savanter har oftast en låg intelligenskvot. En genomsnittspersons IQ ligger på 100, men de med savantsyndrom ligger ofta så lågt som 40-70. Det låga IQ kan ses som en följd av skadorna på hjärnan, men trots att alla med savantsyndrom har skador på den vänstra hjärnhalvan i större eller mindre utsträckning, så finns det savanter med normal eller hög IQ.

## Exempel på savanter
- Bengt Lidner (1757-1793), skald som drabbades av vad som sedan kallats Lidnersk knäpp.
- Kim Peek, förlagan till rollfiguren Raymond Babbitt i filmen Rain Man
- Daniel Tammet, matematik- och språkexpert. Känd för att ha lärt sig isländska på sju dagar och att ha rabblat upp Pi med 22 514 decimaler från minnet[7].
- Derek Paravicini, berömd konsertpianist
- Gilles Tréhin, skapare av fantasistaden Urville
- Stephen Wiltshire, med ett otroligt visuellt minne
- Jerry Newport - författare av boken Mozart and the Whale, och känd som internationell föreläsare om autism.
- Flo & Kay Lyman - De är det enda kända savanta enäggstvillingpar som finns. Vid över 50 års ålder har de gjort till sin livsuppgift att memorera alla fakta och trivialiteter de någonsin lärt sig.